# Guido Iannello
Guido Iannello, conosciuto anche come Jannello, (Santa Margherita, 1893 – Messina, 9 aprile 1931) è stato un militare e aviatore italiano.

## Biografia

### Esperienza Militare
Guido Iannello nasce a Santa Margherita nel 1893; sopravvive al terremoto di Messina del 1908 e si arruola volontario nella Guerra Italo-Turca.
Dopo la conclusione del conflitto, continua la propria esperienza militare nella Marina, per poi trasferirsi nel neonato Corpo Aeronautico e combattere la Grande Guerra. 
Il 4 maggio 1916 il 2° capo Guido Jannello colse su Macchi L.1 la prima vittoria in combattimento aereo di un idro italiano, abbattendo con l'osservatore Dante Falconi l'incursore austriaco Lohner L 89 (Konjovic/Pljanec della Seeflugstation di Kumbor) su Brindisi.
Nel 1917 entra a far parte della 253ª Squadriglia dove il 13 giugno con il Sottotenente di vascello osservatore Primo Baggioni costringono ad ammarare un idro tipo A nel golfo di Trieste ma devono ritirarsi per l'arrivo di altri tre idrovolanti. Passa poi nella 260ª Squadriglia del Tenente di Vascello Federico Martinengo: durante una missione di scorta e ricognizione, il 4 Maggio 1918 abbatterà tre idrocaccia imperiali Hansa-Brandenburg W.18 su Trieste, insieme allo stesso Martinengo, al Sottotenente di Vascello Umberto Calvello, al Marinaio Pilota Giuseppe Pagliacci ed al 2° Capo Andrea Rivieri. Al comando di uno dei tre velivoli abbattuti era Goffredo de Banfield, maggior asso austro-ungarico su idrovolanti.
Jannello concluderà la guerra con due abbattimenti all'attivo e una Medaglia d'Argento al Valor Militare.

### Esperienza nella Coppa Schneider
Dopo la guerra, Iannello viene assunto dalla SIAI di Sestri Levante come pilota collaudatore: in questa veste, nel 1919, potrà distinguersi come primo italiano a prender parte alla terza edizione della prestigiosa Coppa Schneider, ospitata dagli inglesi a Bournemouth, in qualità di vincitori dell'edizione 1914.

#### La Schneider del 1919
La sua iscrizione fu più di rappresentanza che motivata da una reale speranza di vittoria, anche perché gli avversari erano concorrenti ben più collaudati come Francia e Inghilterra, vincitrici rispettivamente della prima e seconda Coppa Schneider. Esse schieravano due velivoli con i colori d'Oltralpe e tre per quelli d'Oltremanica; ciò era testimoniato anche dall'idrovolante iscritto alla competizione per rappresentare l'Italia, un modesto idroricognitore SIAI S.13, velivolo già ben collaudato, ma dotato di un motore Isotta Fraschini V6 da 250 CV di potenza, ben meno prestante dei motori stranieri, che disponevano di potenze dai 350 ai 400 CV.
Nonostante ciò, partendo da sfavorito, Iannello fu l'unico pilota a rimanere in gara per via del ritiro dei concorrenti inglesi e francesi durante la corsa e riuscì a conquistare la prima posizione, percorrendo i 370 km previsti in 1h e 49', ad una media (per l'epoca molto alta) di 204 km/h; tuttavia, nonostante il brillante risultato conseguito, un giudice invaliderà la vittoria, sostenendo di non averlo visto compiere il giro previsto intorno ad uno dei piloni del percorso (decisione discussa e ritenuta pregiudizievole, dato che, sussistendo in zona una forte nebbia, non era possibile verificarla). Iannello sarà così squalificato e l'edizione della competizione rimarrà senza alcun vincitore.
Iannello e la SIAI fecero notevoli pressioni sull'AeroClub d'Italia affinché facesse ricorso presso la giuria della gara, ma a causa dello scarso interesse da parte di quest'ultimo furono costretti a presentare le loro proteste di persona; la giuria, infine, decise di non dare la vittoria a Iannello, ma di concedere che l'edizione del 1920 della Coppa Schneider si tenesse in Italia.

#### Le successive edizioni e gli ultimi anni
Iannello fu selezionato come pilota del SIAI S.19 per partecipare alla Coppa Schneider del 1920, ma dovette ritirarsi all'ultimo momento, insieme al suo aeroplano, per via di alcuni interventi necessari sull'impennaggio di coda; anche nel 1921 avrebbe dovuto prender parte alla quinta edizione della prestigiosa gara, ai comandi di un SIAI S.21, inoltre era stato collaudatore a Monaco del SIAI S.22 che avrebbe dovuto essere pilotato da Umberto Maddalena nella stessa edizione. Tuttavia, ammalatosi, fu costretto al ritiro.
Passò gli ultimi anni della sua vita a Messina e, dopo una lunga malattia, morì il 9 aprile 1931, lasciando la moglie e i due figli.